# Olipara dissimilis
Olipara dissimilis är en insektsart som först beskrevs av Synave 1960.  Olipara dissimilis ingår i släktet Olipara och familjen kilstritar. Inga underarter finns listade i Catalogue of Life.